# Vale Canada Limited
A Vale Canada Limited (anteriormente Vale Inco, CVRD Inco e Inco Limited) é uma subsidiária integral da empresa de mineração Vale Base Metals, e tem sede em Toronto, Canadá. 
É a divisão da Vale que lida com a extração de níquel e outros metais como cobre, cobalto, platina, paládio, ródio, ruténio, irídio, ouro e prata.

## Histórico
A empresa foi fundada após a descoberta pelo ferreiro Tom Flanagan em Copper Cliff, Ontario, de depósitos de calcopirita, enquanto a Canadian Pacific Railroad estava sendo construída. Inicialmente, o minério foi enviado para fundição para uma planta em Constable Hook, Nova Jersey, de propriedade da Orford Copper Company. O processamento revelou em 1884 que o minério também era rico em níquel e os testes de exploração revelaram um enorme potencial.
A mineração de níquel começou em Sudbury, Ontário, em 1902, e naquele ano, a International Nickel Company, Ltd. foi criada em Nova York como uma joint venture entre Canadian Copper, Orford Copper e American Nickel Works. Em 1905, a liga Monel foi descoberta por Robert Crooks Stanley (1876-1951) e nomeada em homenagem ao presidente da Inco, Ambrose Monell (1873-1921). Enquanto isso, o desenvolvimento do aço inoxidável austenítico foi lançado por dois engenheiros da Krupp conhecido hoje como AISI Tipo 304 ou simplesmente 18/8, o que indica um teor de níquel de 8%. Essa novidade garantiria o sucesso da empresa no século XX.
Em 1916, a International Nickel Company of Canada, Ltd. foi constituída em Copper Cliff, Sudbury; esta entidade era uma subsidiária da Inco, com sede em Nova York. A empresa construiu uma nova refinaria em Port Colborne em 1918 e no ano seguinte, a empresa começou a usar o nome comercial Inco.
Em 1928, a corporação fundiu-se com a Mond Nickel Company, de propriedade britânica; posteriormente, uma mina concorrente chamada Falconbridge Ltd. foi fundada. Em 1931, Stanley havia progredido para presidente da empresa. Entre 1935 e 1939, as vendas ultrapassaram 200 milhões de libras anuais, o que representou mais de 80% do consumo mundial. 
A sede para as operações canadenses da Inco foi estabelecida em Toronto. Durante a Segunda Guerra Mundial, a mina Frood da Inco produziu 40% do níquel usado na artilharia pelos Aliados. De 1939 a 1945, a Inco entregou aos Aliados 1,5 bilhão de libras de níquel. Após a guerra, a procura de níquel permaneceu elevada devido à Guerra da Coreia e à Guerra Fria da década de 1950. 
No seu apogeu, na década de 1950, a Inco produzia 85% do fornecimento mundial de níquel. Em 1956, geólogos descobriram o minério de Thompson, Manitoba, e o nomearam em homenagem ao presidente da Inco, John Fairfield Thompson.
Em 1976, o nome da empresa foi oficialmente alterado para Inco Limited. 
No final de 1994, a Diamond Field Resources descobriu de minério de níquel, cobre e cobalto na Voisey's Bay Mine (VBM) em Labrador, Canadá. O depósito foi estimado em 141 milhões de toneladas com 1,6% de níquel. Em 1996, a VBM foi adquirido pela Inco por 4,3 bilhões de dólares canadenses.
Em outubro de 2006, a Vale comprou a canadense Inco, tornando-se a segunda maior empresa de mineração do mundo, atrás da anglo-australiana BHP Billiton. A empresa brasileira comprou 75,66% das ações ordinárias da Inco por cerca de 18 bilhões de dólares.
Com o aumento da demanda por metais como níquel e o cobre para a produção de baterias no desenvolvimento de produtos para a transição energética, a Vale reorganizou os ativos neste segmento e transferiu para uma nova subsidiária, a Vale Base Metals Limited, criada em 2023. A nova empresa busca fornecer minerais críticos essenciais para descarbonização e eletrificação.

## Estrutura societária
- Vale S.A.[12]
  - Vale Holdings B.V (100%)
    - Vale International (100%)
      - Vale Base Metals (100%)
        - Vale Canada Limited (100%)
          - PT Vale Indonesia (59,27%)

        - Salobo Metais S.A. (100%)
          - Mineração Onça Puma S.A. (100,00%)
          - Aliança Norte Energia (51,00%)

## Operações

### Níquel
As principais operações de níquel da Vale são conduzidas por meio da Vale Canada Limited, que possui minas e plantas de processamento no Canadá e na Indonésia, e controla e opera instalações de refino de níquel no Reino Unido e no Japão.

#### Sudbury (Ontário)
Em operação desde 1885. O níquel refinado é produzido pela Refinaria Copper Cliff e enviado para a refinaria Port Colborne. Um produto intermediário de óxido de níquel  é enviado para a refinaria de níquel em Clydach, no Reino Unido, para produzir níquel refinado. As plantas ficam localizadas ao longo da rodovia Trans-Canadá e das duas principais ferrovias que atravessam a área de Sudbury. Os produtos refinados são entregues a clientes dos Estados Unidos por caminhão e trem. Para clientes de outros países, os produtos são colocados em contêineres e embarcados por via rodoviária e ferroviária através de portos canadenses (Quebec, Trois Rivieres).

#### Thompson
Em operação desde 1961. O concentrado de níquel é enviado por caminhão ou trem para ser processado nas operações integradas de Sudbury, para Winnipeg (Manitoba) ou embarcado no porto de Trois-Rivieres, (Quebec) para ser processado na Refinaria de Long-Harbor.

#### Voisey’s Bay e Long Harbour

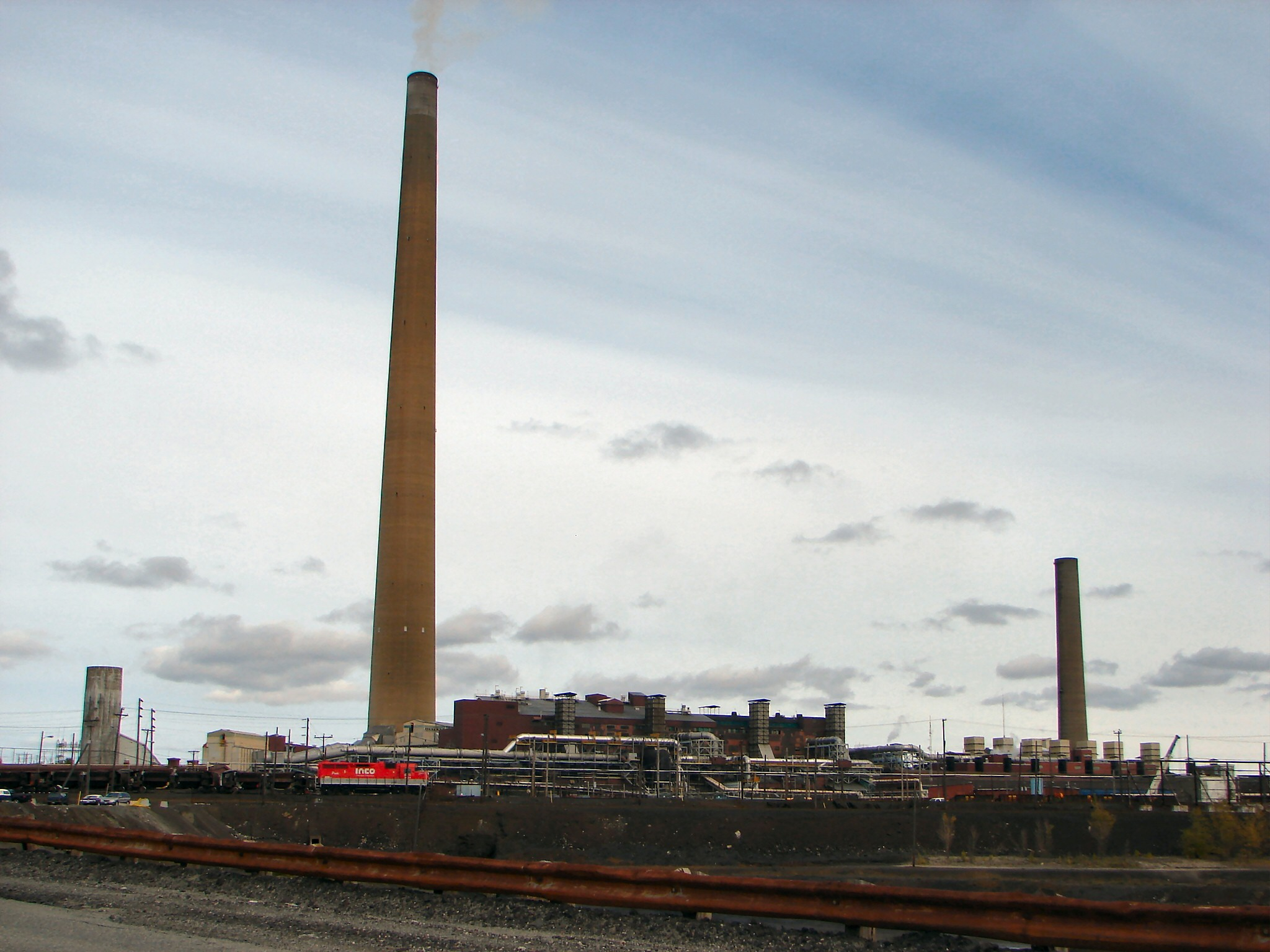
Inco Superstack.

O concentrado de níquel de Voisey’s Bay (Labrador) são transportados para o porto por caminhões a fim de ser refinado em Long Harbour (Newfoundland) para a produção de pelotas de níquel refinado, bem como produtos associados de cobre e cobalto. O concentrado de níquel de Thompson é enviado para Long Harbour por trem e navio.

#### Indonésia
A Vale Canada Limited detém 43,79% da PT Vale Indonesia Tbk (PTVI). Atua em Sorowako (Província de Sulawesi do Sul), na província de Bahodopi Sulawesi Central e província Sulawesi do sudeste de Pomalaa.
A PTVI extrai minério de níquel laterítico e produz mate de níquel, que é transportado de caminhão por aproximadamente 55 km até o porto fluvial em Malili e depois carregado em barcaças. O mate de níquel é enviado principalmente para a Refinaria de Níquel de Matsusaka, no Japão.

### Cobre
A Vale Canada Limited produz concentrados de cobre e cátodos de cobre, associados às suas operações de mineração de níquel em Sudbury (Ontário), Voisey’s Bay (Labrador) e Thompson (Manitoba).
O concentrado de cobre é vendido diretamente ao mercado e enviado a granel pelos portos canadenses de Quebec, Trois Rivières e Voisey’s Bay. 

### Cobalto
O cobalto é extraído pela Vale Canada como subproduto das operações da Companhia em Sudbury, sendo processado nas instalações de refino em Port Colborne, Ontário. A Vale também produz cobalto refinado em suas instalações de Long Harbour em Newfoundland e Labrador. 

### Portos e energia
A Vale Newfoundland & Labrador Limited opera o porto de Voisey's Bay (Labrador) para embarque de concentrados de níquel e cobre e reabastecimento e o porto de Long Harbour para receber concentrado de níquel de Voisey's Bay e  bens e materiais necessários para a operação de refino.
A PTVI possui dois portos na Indonésia (Balantang e Tanjung Mangkasa) para as atividades de mineração de níquel.
A Vale Canadá era proprietária de cinco  Pequenas Centrais Hidrelétricas(PCHs): High Falls I e II, Big Eddy, Wabageshik e Nairn, com capacidade nominal instalada de 55 MW.
A PTVI possui três usinas hidrelétricas situadas no rio Larona: a usina de Larona (165 MW); a usina de Balambano (110 MW) e a usina Karebbe (90 MW).